# Trigeminusplacode

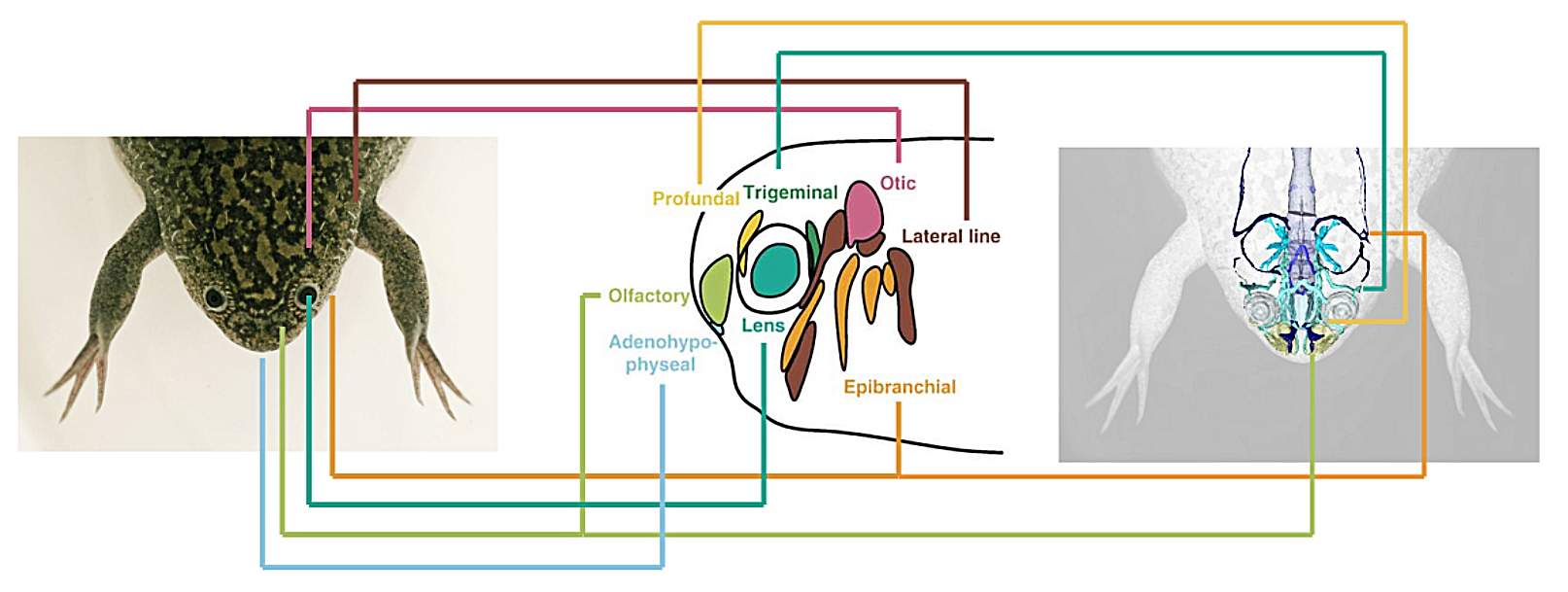
Placoden van de klauwkikker

De trigeminusplacode is een verdikking van het embryonale externe of oppervlakte ectoderm in het hoofdgebied tussen het toekomstige oog en oor, grenzend aan de toekomstige middenhersenen-achterhersenengrens. Deze placode geeft alleen aanleiding tot de vorming van de nervus trigeminus, hersenzenuw V, die informatie van het pijngevoel, aanraking en temperatuur in het gezicht doorgeeft en het sensorische apparaat van de oogspieren en de boven- en onderkaak innerveert.

De trigeminusplacode wordt onderverdeeld in:
- De oftalmische placode die aanleiding geeft tot de vorming van de nervus ophthalmicus.
- De maxillomandibulaire placode die aanleiding geeft  tot de vorming van de nervus mandibularis.

De neurale lijst- en trigeminusplacodecellen dragen beide bij aan de vorming van de nervus trigeminus. Neurale lijst- en placodecellen reageren op elkaar. Zo zoeken Xenopusneurale lijstcellen placodecellen op door SDF-1-gemedieerde chemotaxis en worden placodecellen afgestoten door een planaire celpolariteit- en N-cadherine-signaleringsmechanisme. Daarom is nauwkeurige cel-celcommunicatie vereist om menging, juiste positionering, aggregatie en differentiatie van de zich vormende craniale ganglia te vergemakkelijken. Planaire celpolariteitsignalering is de coördinatie van cellulaire oriëntatie over weefsels heen.
miR-203 is vereist voor trigeminusganglionvorming. Extracellulaire vesikels met miR-203 worden geproduceerd in neurale lijstcellen, die vervolgens worden opgenomen door placodecellen waarin de miRNA zijn biologische effect uitoefent. miR-203 wordt opgereguleerd in post-migrerende neurale lijstcellen en het transport ervan naar placodecellen via kleine extracellulaire vesikels is cruciaal voor trigeminusganglionvorming. miR-203 is een huidspecific microRNA.
|  |  |  |